# Stanisław Szukalski
Stanisław Szukalski, né le 13 décembre 1893 et mort le 19 mai 1987, était un peintre et sculpteur polonais qui essaya de créer un nouvel art polonais basé sur son histoire et sa mythologie. L'art de Szukalski expose des influences de cultures telles que égyptienne, slave et aztèque combinées avec des éléments de l'art nouveau, des divers courants du modernisme européen du début du XXe siècle - cubisme, expressionnisme, futurisme et art précolombien.
Dans les années 1920, il a été salué comme le «plus grand artiste vivant de Pologne». Une grande partie de son travail a été détruite en raison de la dévastation des forces nazies pendant la Seconde Guerre mondiale. En exil aux États-Unis, il a continué à travailler, malgré la pauvreté et une relative obscurité. Ses œuvres sont exposées en permanence au Musée polonais de l'Amérique à Chicago et au Musée national de Varsovie. Ben Hecht, qui a rencontré Szukalski dans les années 1920, décrivant le Polonais dans son autobiographie comme « affamé, musclé, aristocratique et dédaigneux des êtres qui lui sont inférieurs - caractéristiques que Szukalski a gardé pour le reste de sa vie ». Ernst Fuchs a déclaré que "Szukalski était le Michel-Ange du 20e siècle et aussi, probablement, de notre prochaine ère".
Il développa également la théorie pseudoscientifique-historique du Zermatisme postulant que toute culture humaine dérivait de l'Île de Pâques et que l'humanité était impliquée dans un éternel conflit avec les Fils du Yéti (yetinsyny en polonais), descendant du Yéti et des humains. Il illustra cette théorie dans ses œuvres.

## Biographie

### Jeunes années
Stanisław Szukalski est né à Warta, Pologne et a grandi à Gidle, un village non loin de là. Le 27 juin 1907, il arriva aux États-Unis avec sa mère, Konstancja, et sa sœur, Alfreda. Ils se rendirent, ensuite, à Chicago, pour rejoindre le chef de famille, Dyonizy Szukalski, forgeron de profession. Enfant prodige de la sculpture, Stanisław intégra, à l'âge de 13 ans, l'Art Institute of Chicago. Un an plus tard, le sculpteur, Antoni Popiel, persuada ses parents de le renvoyer en Pologne afin d'étudier à l'Académie des beaux-arts de Cracovie. Il y étudia la sculpture pendant trois ans sous la tutelle de Konstanty Laszczka avant de retourner à Chicago, en 1913.
De retour aux États-Unis, il rejoignit la scène artistique de Chicago et devint une figure essentielle du mouvement appelé Chicago Renaissance. En novembre 1914, il exposa sept de ses sculptures lors de l'exposition annuelle des peintures à l'huile et sculptures des galeries d'art américaines. Il exposa en solo en 1916, 1917 et 1919 pour ensuite présenter ses œuvres régulièrement. En 1922, il épousa Helen Walker, la fille du Dr Samuel J. Walker, un membre éminent de la bonne société de la ville de Chicago.

### Monument Adam Mickiewicz, Vilnius
Le premier plan réalisé en vue d'un monument à la mémoire d'Adam Mickiewicz à Vilnius fut proposé à l'origine par Zbigniew Pronaszko de l'Université de Vilnius, puis par l'Université Stefan Batory pendant la Deuxième République de Pologne. Néanmoins, en mai 1925, un concours fut lancé pour la création de ce monument. La date limite de dépôt du dossier fut repoussée à plusieurs reprises du fait de l'immense intérêt de la scène artistique pour ce projet qui rassembla, finalement, 67 propositions différentes. Le jury réunit les instances municipales de Vilnius et des représentants de la scène artistique avec, à sa tête, le général Lucjan Żeligowski.
Le premier prix fut remporté par l'artiste avant-gardiste Stanisław Szukalski, le second fut décerné à Rafał Jachimowicz alors que le troisième prix vint récompenser Mieczysław Lubelski. D'après le projet de Szukalski, Adam Mickiewicz était étendu, nu, sur un autel sacrificiel. L'artiste avait placé la sculpture sur un large piédestal en forme de pyramide aztèque. Un aigle blanc, symbole national de la Pologne, figurait à côté du personnage et buvait, symboliquement, le sang qui s'écoulait de la blessure du poète.
Le projet de Szukalski sema la discorde, suscitant de fortes émotions chez les opposants comme chez ceux qui défendaient le projet parmi l'intelligentsia polonaise, les dirigeants, critiques d'art de même qu'auprès de Monsieur tout-le-monde. En raison de cette atmosphère divisée, le comité fut amené à lancer un nouveau concours, basé uniquement sur les concepts des artistes invités. Le projet retenu fut celui Henryk Kuna. Hélas, en raison de nombreuses difficultés d'ordre financier ou pratique, l'édification du monument prit du retard avant d'être finalement abandonné à cause du début de la Seconde Guerre mondiale et de l'intégration de la ville de Vilnius dans la Lithuanie.

### Voyages en Europe
En 1925, Stanisław participa à l'Exposition internationale des Arts décoratifs et industriels modernes de Paris où il remporta de nombreuses récompenses. Son succès fut, néanmoins, remis en question par la presse polonaise qui n'a pas apprécié le fait qu'en tant que représentant officiel de la Pologne, il ne réside même pas dans le pays. Le 20 juin 1926, à Paris, Helen Walker Szukalski donna naissance à Eldzdieta Kalina (Kalinka) Szukalski, la seule fille que Stanisław a jamais eue,.
Après avoir voyagé en Europe de 1926 à 1928, Stanisław Szukalski se rendit à Cracovie, Pologne, où il présenta une exposition rétrospective, en 1929. En outre, il fonda cette année-là le mouvement artistique appelé Tribe of the Horned Heart (Szczep Rogate Serce), basé sur des artistes polonais inspirés par l'histoire païenne et pré-chrétienne de la Pologne.
En 1929, il publia Projects in Design: Sculpture and Architecture, contenant des croquis classant divers éléments architecturaux et ornementaux tel que des cheminées, portes et fenêtres jusqu'aux monuments et pierres tombales dédiés aux héros polonais en passant par des plans de villes idéales ou de ponts. En 1932, Helen et lui divorcèrent.
Ben Hecht, qui connaissait Stanisław Szukalski depuis 1914, le décrivit dans son autobiographie intitulée  A Child of the Century en disant : « Mon ami depuis 20 ans, Stanisław a subi de nombreux revers qui auraient abattu de nombreux hommes d'affaires : maladie, pauvreté, famine. Pendant ces épreuves, critiques et moqueries pleuvaient autour de lui... Pourtant, lorsque je le revis, en 1934, je vis un homme triomphant qui se délectait du pouvoir ».
En septembre 1934, à Hollywood, Stanisław Szukalski épousa Joan Lee Donovan (née en 1910) qui avait été l'institutrice en maternelle de sa fille à Chicago. La cérémonie eut lieu dans la résidence du scénariste Wallace Smith.

### Retour en Pologne
En 1936, Stanisław Szukalski retourna en Pologne avec le soutien financier du Ministre du Trésor. Il réalisa quelques célèbres sculptures, notamment celle à la mémoire de Boleslas Ier le Vaillant, et décora la façade du musée silésien de Katowice ainsi que le bâtiment des autorités locales de cette même ville. La Pologne honora Stanisław Szukalski comme le plus grand artiste vivant du pays. Le gouvernement lui fit don d'un studio, le plus grand de Varsovie et le proclama « Musée national Szukalksi ». Il rassemble de nombreuses peintures et sculptures de l'artiste, remarquables notamment pour leur spectaculaire imagerie mythologique. L'artiste a rapporté bon nombre de ses œuvres avec lui en Pologne.
En septembre 1939, pendant le siège de Varsovie par les troupes allemandes, Stanislaw fut blessé lors du premier bombardement sur la ville qui détruisit, en outre, la majeure partie de son atelier. Avec deux valises, sa femme et lui trouvèrent refuge à l'ambassade américaine. Début novembre, ils figuraient au nombre de la centaine de citoyens américains restant à Varsovie. Le couple s'enfuit ensuite pour rejoindre les États-Unis.
Stanislaw Szukalski était venu en Pologne avec tous ses travaux dans l'idée de créer un musée consacré à son art; en fuyant la guerre, il laissa toutes ses œuvres en Pologne. Celles qui n'avaient pas été détruites lors des bombardements, furent saccagées par l'armée allemande.

### Californie
En 1940, Stanislaw et son épouse s'installèrent à Los Angeles et l'artiste trouva du travail dans l'industrie filmographique, réalisant des décors, sculptures et dessins. Là-bas, il se lia d'amitié avec la famille de George DiCaprio, le père de Leonardo DiCaprio.
Pendant les dernières années de sa carrière longue de 75 ans, le temps passé à sculpter, Stanislaw le consacra à la réalisation de Prometheus (1943), œuvre destinée à rendre hommage aux partisans français; le coq gaulois (1960), une structure gigantesque et complexe qu'il souhaitait voir remise à la France en remerciement de la statue de la Liberté ; Katyn (1979), monument commémorant la mort de plus de 20 000 officiers et intellectuels polonais, tués par les soviétiques pendant la Seconde Guerre mondiale; et un monument destiné à la ville de Venice (1982) à l'effigie du pape Jean-Paul II. Hélas, aucun de ces projets ne sortit du cercle de ses amis proches.
En 1971, Glenn Bray, l'éditeur du magazine satirique Mad se lia d'amitié avec Stanislaw et le présenta à bon nombre de ses amis. Glenn Bray publia, en 1980, un livre intitulé Inner Portraits consacré à l'œuvre de Stanislaw Szukalski puis un autre, en 1982, intitulé  A Trough Full of Pearls / Behold! The Protong dédié à son art et sa philosophie. Ces ouvrages en entraînèrent d'autres et amenèrent également George DiCaprio, le père de Leonardo, à contacter le couple Szukalski en 1983; Leonardo devint immédiatement un ami très proche du couple.
Joann, la seconde épouse de Stanislaw Szukalski mourut en 1980 et il la suivit en 1987. Après sa mort, Glenn Bray et ses amis respectèrent les derniers souhaits de Szukalski et répandit ses cendres dans le volcan de  Rano Raraku situé sur l'Île de Pâques.

## Style
Son travail aspire au monumental, quelle que soit son ampleur physique. Les muscles de ses modèles sont tendus et exagérés dans leurs formes humaines, les traits du visage sont ciselés. Le style de Szukalski peut être considéré comme une combinaison de mythologie avec érotisme, primitivisme, héroïque et une dose de surréalisme. Il était avant tout attiré par l'art primitif des cultures du monde, ayant une fascination particulière pour l'art mésoaméricain.
Szukalski a fusionné le mouvement et l'énergie du futurisme, l'émotion de l'impressionnisme et les configurations géométriques du cubisme en une seule forme poétique connue sous le nom de "classicisme tordu".

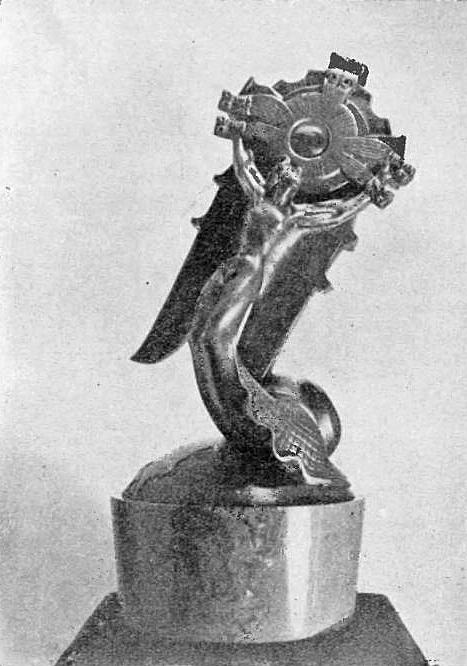
Coupe aéronautique Gordon Bennett, 1936
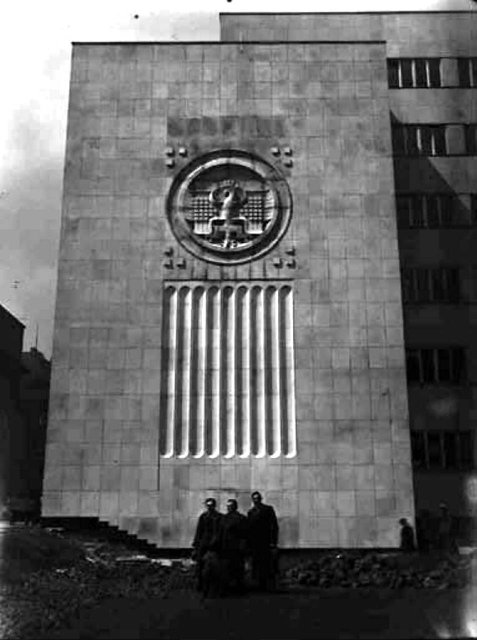
L'aigle de Szukalski dans l'immeuble de bureaux pour handicapés à Katowice, 1938-1939 (le bas-relief a été détruit pendant la Seconde Guerre mondiale)

## Zermatisme
Commençant en 1940, Stanislaw consacra la majeure partie de son temps à étudier les mystères de l'histoire préhistorique de l'humanité, la formation et l'évolution des langues, croyances, coutumes, art et migration des peuples. Il tenta d'éclaircir l'origine des noms géographiques, des divinités et symboles ayant subsisté à travers les siècles dans diverses cultures. Ce travail appelé « Protong » (en polonais « Macimową ») s'étendit, sans interruption, sur plus de 40 ans. Il rédigea un manuscrit de 42 volumes, totalisant 25.000 pages et 14.000 illustrations. Les volumes traitaient d'une grande variété de sujets, ses dessins faits main qu'il considérait comme des preuves à l'appui étaient là pour étayer ses théories.
Le zermatisme, conceptualisation de l'histoire du monde selon Stanislaw Szukalski, suppose que toute culture humaine vient de celle de l'Île de Pâques. Dans toutes les langues, on retrouve des traces de l'originale et ancienne langue maternelle de l'humanité. Dans cette optique, l'humanité est prise au piège d'un éternel conflit avec les Fils du Yéti (yetinsyny en polonais), descendant du Yéti et des humains. Il affirme, en outre, que les créatures comme le dieu Pan des Grecs existent réellement et qu'elles sont le résultat de croisements entre des singes yétis et des femmes humaines. Stanislaw fit usage de ses talents artistiques considérables pour illustrer ses théories, qui en dépit de preuves scientifiques, attira de nombreux disciples, attirés par l'aspect esthétique de sa présentation.

## Legs artistique
Glenn Bray et sa femme Lena Zwalve gardent le domaine ainsi que la collection d'œuvres d'art de Stanislaw Szukalski sous le nom d'« Archives Szukalski ». En 1990, ils publièrent The Lost Tune: Early Works (1913-1930), une collection de photographies prises par Stanislaw de son propre travail durant cette période.
Parmi les admirateurs de Stanislaw Szukalski, on retrouve Leonardo DiCaprio qui sponsorisa, en 2000, une exposition rétrospective intitulée Struggle au Laguna Art Museum; L'Église du Sous-Génie (en anglais Church of the SubGenius) comprenant les éléments Yetinsyny du zermatisme.
Les œuvres de Stanislaw Szukalski sont présentées en permanence au Musée polonais d'Amérique de Chicago. Aucune de ses œuvres stockées à Varsovie n'a survécu à la Seconde Guerre mondiale. En plus de la rétrospective du Laguna Art Museum, quelques remarquables expositions ont rendu hommage à l'artiste : The Self-Born au Varnish Fine Arts de San Francisco (2005), Mantong and Protong (2009) en collaboration avec Richard Sharpe Shaver, un autre théoricien de l'histoire du monde au Pasadena City College.
En 2018, Leonardo DiCaprio a produit un documentaire intitulé Struggle: The Life and Lost Art of Szukalski diffusé sur Netflix à partir du 21 décembre 2018.